# ExxonMobil
ExxonMobil Corporation – spółka paliwowa utworzona 30 listopada 1999 roku przez połączenie dwóch przedsiębiorstw Exxon i Mobil. Założona pośrednio przez Johna D. Rockefellera, który założył przedsiębiorstwo Standard Oil. Siedziba znajduje się w Irving, w Teksasie. Spółka jest powiązana z Imperial Oil, które działa w Kanadzie.
ExxonMobil jest jedną z największych spółek giełdowych notowanych w obrocie publicznym pod względem kapitalizacji rynkowej na świecie (w maju 2024 spółka wyceniana była na ponad 460 mld dolarów). Pod koniec 2007 r. ExxonMobil posiadał rezerwy w ilości równoważnej 72 mld baryłkom ropy naftowej. Z 37 rafineriami w 21 krajach mogącymi produkować łącznie 6,3 mln baryłek (ok. 1 mln m³) dziennie, jest największym prywatnym producentem ropy naftowej na świecie.
Badania z 2019 r. pokazują, że ExxonMobil, z emisją 41,90 mld ton ekwiwalentu CO2 od 1965 r., był firmą czwartą pod względem wielkości emisji na świecie w tym okresie.
Pionowo zintegrowane przedsiębiorstwo naftowo-gazowe (poszukiwanie nowych złóż, eksploatacja i wydobycie, rafinacja).
Marki firmy to ExxonMobil, ExxonMobil Chemicals, Mobil, Exxon, Esso i XTO.